# François Bouvier d'Yvoire
Pour les autres membres de la famille, voir Famille Bouvier d'Yvoire.
Le baron Paul-Jean-François Bouvier d'Yvoire, né le 10 février 1834 à Loëx et mort le 11 novembre 1918 à Yvoire, est un journaliste et homme politique français.

## Biographie
Membre de la famille Bouvier d'Yvoire, il étudie le droit à Turin.
Faisant le choix du journalisme, il dirige le Journal des Villes et des Campagnes à partir de 1867, mais arrête sa participation au bout de quelques mois
Catholique libéral, François Bouvier d'Yvoire est élu député de la Haute-Savoie au cours de la législature de juin 1869 à septembre 1870, membre du Tiers parti, sous le Second Empire.
Il se représente aux législatives de 1872, puis de 1877, mais échoue, de même qu'en 1885.
À la suite de ses échec, il dirige, en 1876, pour deux ans le journal La Défense religieuse et sociale, appartenant à l'évêque d'Orléans. En 1878, il intègre le Journal de Rome du comte Conestabile. En 1890, il est membre correspondant de l'Académie de Savoie.